# Prinsessan Marie av Danmark
Prinsessan Marie av Danmark, grevinna av Monpezat, ursprungligen Marie Agathe Odile Cavallier, född 6 februari 1976 i Paris, är en dansk prinsessa. Sedan 24 maj 2008 är hon gift med prins Joachim av Danmark.

## Biografi
Prinsessan Marie föddes den 6 februari 1976 i Paris som dotter till reklamdirektör Alain Cavallier och hotellägare Françoise Grassiot, född Moreau.
Prinsessan Marie arbetade från 2005 tills hon ingick äktenskap med prins Joachim år 2008 som direktionssekreterare i sin styvfar Christian Grassiots finansbolag i Genève.
År 2019 flyttade prins Joachim och prinsessan Marie tillsammans med parets två barn till Frankrike då prinsen påbörjade Frankrikes högst rankade militärutbildning. Efter avslutad utbildning blev både prinsen och prinsessan knutna till Danmarks ambassad i Paris som försvarsattaché respektive särskild kulturrådgivare. År 2023 flyttade familjen till Washington där Joachim är verksam som försvarsindustriattaché på danska ambassaden.

## Äktenskap och barn
Den 24 maj 2008 gifte hon sig med prins Joachim av Danmark i Møgeltønders kyrka.
Prinsessan Marie och prins Joachim har två gemensamma barn:
1. Greve Henrik Carl Joachim Alain, född 4 maj 2009[2]
2. Grevinnan Athena Marguerite Françoise Marie, född 24 januari 2012[3][4]

## Ordnar och dekorationer
Prinsessan Maries ordnar och dekorationer
- Riddare av Elefantorden
- Storkors av Sankt Olavs orden
- Storkors av Finlands Vita Ros' orden
- Storkors av Oranienhusorden